# Павлов, Василий Алексеевич
Василий Алексеевич Павлов (30 января (12 февраля) 1893, с. Николаево, Псковская обл. — 12 октября 1958, Ленинград) — генерал-майор береговой службы, доцент, кандидат военно-морских наук.

## Биография
Военное образование получил в следующих учреждениях: Ораниенбаумская стрелковая школа, 2-е Петроградские курсы по подготовке офицеров военного времени, курсы «Выстрел», КУВНАС при Военной академии им. М. В. Фрунзе.
На службу поступил в 1914 году, От рядового и младшего офицера прошел путь до начальника пулеметной команды 199-го пехотного полка. В 1930-е годы начал преподавательскую деятельность в качестве руководителя тактики и доцента кафедры тактики БО, речных флотилий и сухопутных сил.
Участвовал в Первой мировой войне, Гражданской войне, советско-финляндской войне и Великой Отечественной войне.

Могила Павлова на Серафимовском кладбище Санкт-Петербурга.

## Награды
- Орден Ленина (1945)
- Орден Красного Знамени (1944, 1949)
- Орден Трудового Красного Знамени (1944)
- Медаль «За оборону Ленинграда»
- Медаль «За победу над Германией в Великой Отечественной войне 1941—1945 гг.»
- Орден Святого Станислава
- Орден Святой Анны